# Cholet-Pays de Loire 2012
Cholet-Pays de Loire 2012 est l'édition 2012 de la course cycliste Cholet-Pays de Loire.

## Classement final
|    | Coureur          | Pays   | Équipe            |    | Temps           |
| -- | ---------------- | ------ | ----------------- | -- | --------------- |
| 1  | Arnaud Démare    | France | FDJ-BigMat        | en | 5 h 07 min 20 s |
| 2  | Laurent Mangel   | France | Saur-Sojasun      | +  | m.t.            |
| 3  | Mickaël Delage   | France | FDJ-BigMat        |    | m.t.            |
| 4  | Adrien Petit     | France | Cofidis           |    | 2 s             |
| 5  | Pierrick Fédrigo | France | FDJ-BigMat        |    | m.t.            |
| 6  | Romain Feillu    | France | Vacansoleil-DCM   |    | m.t.            |
| 7  | Jonathan Hivert  | France | Saur-Sojasun      |    | m.t.            |
| 8  | Francesco Lasca  | Italie | Caja Rural        |    | m.t.            |
| 9  | Nacer Bouhanni   | France | FDJ-BigMat        |    | m.t.            |
| 10 | Guillaume Blot   | France | Bretagne-Schuller |    | m.t.            |